# イリュリア (哨戒艦)

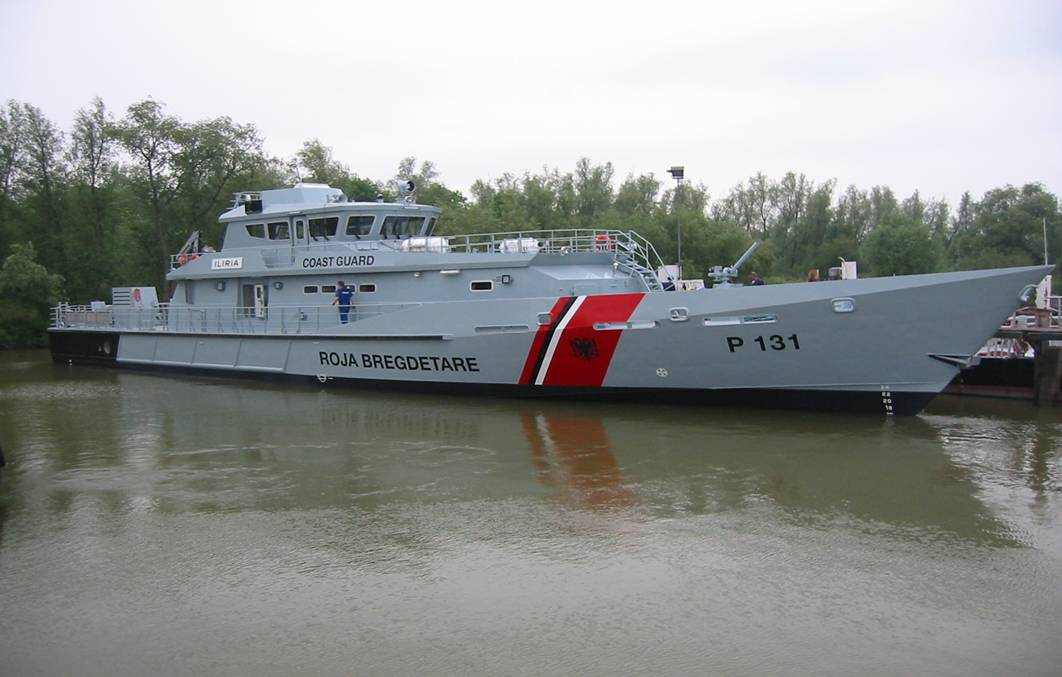
アルバニア海軍の哨戒艦イリュリア。船首についているのは消火用の放水砲。

イリュリア（Iliria) はアルバニア海軍の哨戒艦で、オランダのダーメン・グループにより建造された。
艦名はアルバニアを含むバルカン半島西部の古称イリュリアにちなむ。アルバニア向けに建造された最初のダーメン・スタン4207型巡視艇で、2008年に就役した。
イリュリアはオランダで建造されたが、同型艦はアルバニアで建造される。
ジェーン海軍年鑑によれば、アルバニア海軍は4隻発注している。
沿岸警備に加え、捜索救難任務にも使用される予定である。

## 同型艦
- オリーク (Oriku, P-132)[1]
2011年就役。アルバニア南部にあった古代ギリシアの都市オリクム（Oricum）にちなむ。
- リスース (Lisus, P-133)[1]
2012年就役。
- ブトリンティ (Butrindi, P-134)[1]
2014年進水[9]。古代ギリシア・古代ローマの都市遺跡ブトリントにちなむ。